# Relações entre Arábia Saudita e Japão
As relações entre Arábia Saudita e Japão referem-se às relações externas entre a Arábia Saudita e o Japão. As relações oficiais entre as duas nações foram estabelecidas em 1955.
Desde então, o Japão como a terceira maior economia mundial, também a segunda maior das principais partes da segunda metade do século XX, e a Arábia Saudita, incluindo as cidades sagradas como o maior produtor de petróleo do mundo, têm seus interesses mútuos. Em 2015, o Japão se tornou o terceiro maior parceiro comercial da Arábia Saudita, importando US$ 45,4 bilhões em produtos petrolíferos e exportando US$ 7,5 bilhões em produtos acabados.